# Grup Tres d'Abril
El Grup Tres d'Abril és una obra de Lleida (Segrià) inclosa a l'Inventari del Patrimoni Arquitectònic de Catalunya.

## Descripció
Habitatges unifamiliars o parellades, aïllades, amb estructura de ciutat-jardí. Intervenció estatal amb formes tipològiques molt simples, de planta baixa i pis amb terrassa. Façana senzilla amb formes eclèctiques. Obra arrebossada, murs de càrrega i coberta de teula àrab.